# صموئيل بليمسول
صموئيل بليمسول (10 فبراير 1824 - 3 يونيو 1898) كان سياسي إنجليزي ومصلح اجتماعي، ومخترع خط بيلمسول (خط على بدن السفينة مما يدل على أقصى أمان الغاطس للسفينة (بدن) .

## الحياة
ولد صامويل بليمسول في بريستول وسرعان ما انتقل إلى وايتلي وود هول، شيفيلد، وقضى أيضًا جزءًا من طفولته في بنريث، كمبرلاند. ترك المدرسة في سن مبكرة، وأصبح ماسك دفاتر في مصنع الجعة بيرة، وترقى ليصبح مديرًا.
في عام 1853، حاول أن يصبح تاجر فحم في لندن. ولكن فشل وأصبح في فقر مدقع. هو نفسه حكى كيف عاش لبعض الوقت في مسكن مشترك مقابل سبعة شلنات وبنسين في الأسبوع.
من خلال هذه التجربة، تعلم التعاطف مع الفقراء، وعندما عاد حظه الجيد، عقد العزم على تكريس وقته لتحسين حالتهم.
وجهت جهوده بشكل خاص ضد ما كان يُعرف باسم «سفن النعوش»: السفن غير الصالحة للإبحار والمثقلة، والتي غالبًا ما تكون غير مؤمنة، حيث خاطر أصحابها عديمو الضمير بحياة أطقمهم.

## الحياة السياسية
في عام 1867، تم انتخاب بليمسول كعضو ليبرالي في البرلمان عن ديربي، وسعى عبثًا لتمرير مشروع قانون يتعامل مع موضوع خط التحميل الآمن على السفن. كانت المشكلة الرئيسية هي عدد النواب الأقوياء الذين يمتلكون السفن في البرلمان.
في عام 1872، نشر عملاً بعنوان بحارتنا ، اشتهر في جميع أنحاء البلاد. وفقًا لذلك، بناءً على اقتراح صموئيل بليمسول في عام 1873، تم تعيين لجنة ملكية، وفي عام 1875 تم تقديم مشروع قانون حكومي، والذي قررصموئيل بليمسول قبوله، على الرغم من اعتباره غير كافٍ.
في 22 يوليو، أعلن رئيس الوزراء بنيامين دزرائيلي أنه سيتم إسقاط مشروع القانون. فقد بليمسول ضبط النفس، وطبق مصطلح «الأوغاد» على أعضاء مجلس النواب، وهز قبضته في وجه رئيس مجلس النواب.

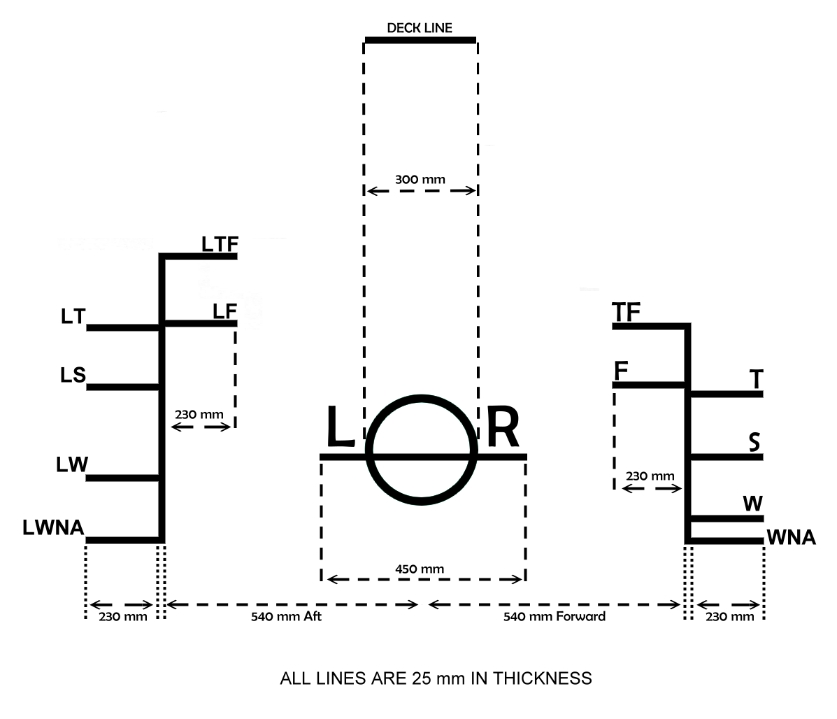
علامة وخطوط تحميل الأخشاب وعلامات وخطوط خط تحميل الأخشاب للسفن التجارية التي تعمل بالطاقة

في النهاية، قدم بليمسول اعتذارًا. ولكن شارك العديد من الناس وجهة نظره بأن مشروع القانون قد خنق بضغط مالكي السفن، وأجبر الشعور الشعبي الحكومة على مشروع القانون وتم تعديله في العام التالي إلى قانون الشحن التجاري.

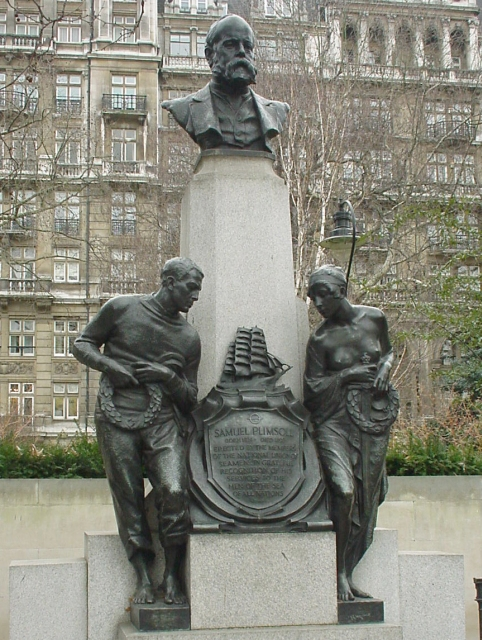
نصب تذكاري لصامويل بليمسول في فيكتوريا إمبانكمينت ، لندن

أعطى هذا سلطات تفتيش صارمة لمجلس التجارة، وأصبحت العلامة التي تشير إلى الحد الآمن الذي يمكن تحميل السفينة إليه معروفة عمومًا باسم علامة أو خط صموئيل بليمسول.
أعيد انتخاب بليمسول لدربي في الانتخابات العامة لعام 1880 بأغلبية كبيرة، لكنه تخلى عن مقعده إلى ويليام فيرنون هاركورت، معتقدًا أن الأخير، بصفته وزيرًا للداخلية، يمكنه تعزيز مصالح البحارة بشكل أكثر فعالية من أي عضو خاص.
كان لبضعة سنوات الرئيس الفخري للاتحاد الوطني للبحارة ورجال الإطفاء، ولفت الانتباه إلى أهوال سفن الماشية، حيث تم نقل الحيوانات في ظل ظروف مروعة ومكتظة.
عرض علية مقعدًا من قبل 30 دائرة انتخابية، كان بليمسول مرشحًا غير ناجح في شيفيلد سنترال في عام 1885 . لم يدخل المنزل مرة أخرى، وأصبح فيما بعد منفصلاً عن القادة الليبراليين بسبب ما اعتبره خرقًا للإيمان في إهمال مسألة إصلاح النقل البحري.

## حياتة اللاحقة
في وقت لاحق، زار الولايات المتحدة في محاولة لتأمين اعتماد لهجة أقل مرارة تجاه إنجلترا في الكتب المدرسية التاريخية المستخدمة في المدارس الأمريكية. توفي في فولكستون في 3 يونيو 1898، ودفن في باحة كنيسة سانت مارتن، تشريتون، كنت.

## الميراث

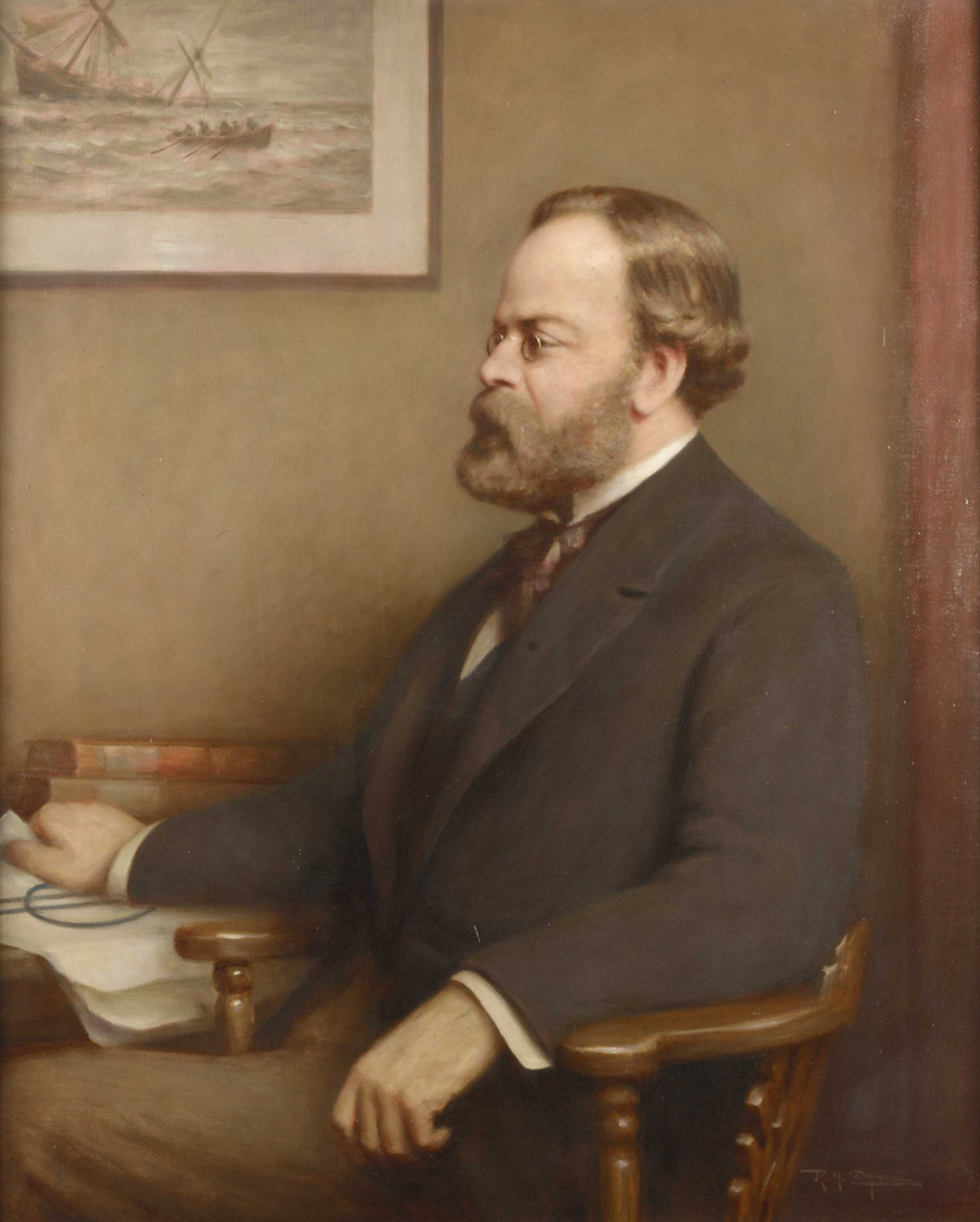
صورة بعد وفاته لبليمسول ، نفذها ريجنالد هنري كامبل في أواخر القرن التاسع عشر

في عام 1873، تم إطلاق صموئيل بليمسول ، علي سفينة إبحار تجارية كاملة الهيكل من الحديد، في حوض بناء السفن التابع لشركة ووتر هوود. في أبردين، اسكتلندا من أجل واشتعلت فيها النيران في نهر التايمز، ولكن أعيد تعويمها وإصلاحها في عام 1900. في عام 1902، تم تكهينها. 
في عشرينيات القرن الماضي، تم تسمية أحذية صموئيل بليمسول لتشابه مظهرها مع خط صموئيل بليمسول على القوارب.
في حديقة الويت هيل، يوجد نصب تذكاري لـ صموئيل بليمسول أمام السور.
وهناك نصب تذكاري لبليمسول يقع في مسقط رأسه بريستول، على ضفاف ميناء بريستول في منطقة كانونز مارش
نشرت الكاتبة البريطانية نيكوليت جونز سيرة حياة بليمسول ، التي نالت استحسانا كبيرا - استمدت الفكرة من العيش في عام 1995 في شارع بليمسول في فينسبري بارك، شمال لندن، واللتي لم تكن تعرف أي شيء عنه.
.يظهر صموئيل بليمسول في السلسلة الثالثة من الدراما التلفزيونية التاريخية لهيئة الإذاعة البريطانية The Onedin Line ، يصورها الممثل ديفيد غارفيلد.

## روابط خارجية
- "بحارتنا: نداء" بقلم صموئيل بليمسول ، 1873 ، في أرشيف الإنترنت
- "The sailor's friend" (مراجعة كتاب)، The Economist ، 6 تموز (يوليو) 2006 (الدفع مطلوب)
- "The Plimsoll Sensation" (بودكاست)، المكتبة البريطانية، يوليو 7th 2006 #
- "The Bottom Line About Mr. Plimsoll" ، The Observer ، 25 June 2006
- مراجعة "The Plimsoll Sensation" في Bookworm on the Net ، 2 يوليو 2006
- رد: نصب تذكاري في حديقة وايتهول. London Parks & Gardens Trust ، London Gardens Online. انظر تحت العنوان "معلومات أكمل"، الفقرة "الأقسام الجنوبية الغربية. ". ".
- Hansard 1803–2005: contributions in Parliament by Samuel Plimsoll